# 11881 Mirstation
A 11881 Mirstation (ideiglenes jelöléssel 1990 QO6) a Naprendszer kisbolygóövében található aszteroida. Eric Walter Elst fedezte fel 1990. augusztus 20-án.